# Schloss Schöftland
Das Schloss Schöftland ist ein spätgotisches Herrenhaus in der Gemeinde Schöftland im Schweizer Kanton Aargau. Es gehört zu den Kulturgütern von nationaler Bedeutung und steht unter kantonalem Denkmalschutz.

## Geschichte
Wolfgang von Mülinen (1609–1679), Herr zu Schöftland, liess das Schloss Schöftland im Jahr 1660 erbauen. An gleicher Stelle stand früher ein mittelalterlicher Turm, der jedoch im Sempacherkrieg zerstört wurde. 1664 überliess Mülinen das Schloss seinem Schwiegersohn Johann Rudolf May (1619–1672). Nachdem die May im Jahr 1840 das Gebäude verkauft hatten, diente es als Zigarrenfabrik. 
Seit 1917 ist das Schloss Schöftland im Besitz der Einwohnergemeinde, in den Räumlichkeiten ist die Gemeindeverwaltung untergebracht. 2003 wurde die Schloss-Scheune Nord vollständig saniert und zum Regionalen Zivilstandsamt ausgebaut. Zwischen 2007 und 2009 wurden auch die restlichen Schlossnebengebäude vollständig renoviert.

## Architektur
Das Schloss, das vom Bautyp her eher einem stattlichen Bürgerhaus in der Übergangsphase von Gotik zu Barock gleicht, ist ein dreigeschossiger Rechteckbau mit Satteldach und Ründe. An die rückwärtige Langseite ist ein Treppenturm (Schneggen) mit kantigem Spitzhelm angebaut. An den Haupttrakt stösst rechtwinklig ein zweigeschossiger Flügel mit Walmdach. Die Fenster besitzen Gewände aus Muschelkalk. Über dem Haupteingang ist ein Allianzwappen Mülinen/May angebracht.